# Mejor deportista FINA de la década
El galardón de Mejor deportista FINA de la década, es un nombramiento realizado por la FINA Aquatics World Magazine la cual presenta a los mejores atletas en las disciplinas acuáticas de la FINA. Esta revista es la revista oficial de la FINA y tras la votación de los distintos miembros nacionales de la FINA se presenta el galardón. 

## Ganadores del galardón
| Década  | Natación masculina | Natación femenina | Natación sincronizada | Saltos masculino | Saltos femenino | Aguas abiertas masculino | Aguas abiertas femenino | Waterpolo masculino | Waterpolo femenino |
| ------- | ------------------ | ----------------- | --------------------- | ---------------- | --------------- | ------------------------ | ----------------------- | ------------------- | ------------------ |
| 2000-09 | Michael Phelps     | Inge de Bruijn    | Anastasia Davydov     | Dmitry Sautin    | Jingjing Guo    | Thomas Lurz              | Larisa Ilchenko         | Tamas Kasas         | Brenda Villa       |